# Miss Nicaragua 2004
Miss Nicaragua 2004, 22e élection de Miss Nicaragua, s'est déroulée le 28 février 2004 au Théâtre national Rubén Dario de Managua. La gagnante, Marifely Argüello César, succède à Claudia Alejandra Salmerón Aviles, Miss Nicaragua 2003.
La cérémonie est diffusée sur Televicentro et est présentée par Gabriel Traversari et Amelia Vega, Miss Univers 2003.

## Classement final
| Titre                     | Candidates |
| ------------------------- | --- |
| Miss Nicaragua 2004       | - Managua - Marifely Argüello César                                                                              |
| Miss Monde Nicaragua 2004 | - Masaya - Anielka Sánchez                                                                                       |
| 1re Dauphine              | - Bluefields - Anasha Campbell Lewis                                                                             |
| Top 6                     | - La Libertad - Mariana Ortega Trejos - Tipitapa - Valeria García Dávila - La Concepcion - Laura Meléndez Howard |

.

## Prix attribués
- Le plus beau visage - La Libertad - Mariana Ortega

- Miss Photogénique - Managua - Marifely Argüello

- Miss Congénialité - Nueva Segovia - Daisy Jirón

- Meilleurs cheveux - Matagalpa - María José Barrantes

- Miss Internet - Bluefields - Anasha Campbell  (Gagnante la plus populaire sur Miss Nicaragua page web ayant récoltée le plus de voix)

.

## Candidates
| Région        | Nom                          |
| ------------- | ---------------------------- |
| Bluefields    | Anasha Campbell Lewis        |
| Chontales     | Karla Flores Rivera          |
| Granada       | Zaida Almanza Urbina         |
| Jinotega      | Raquel Camacho Saavedra      |
| La Concepcion | Laura Meléndez Howard        |
| La Libertad   | Mariana Ortega Trejos        |
| Leon          | Rosa Argentina Ocampo Moya   |
| Managua       | Marifely Argüello César      |
| Masaya        | Anielka Sánchez              |
| Matagalpa     | María José Barrantes Bassett |
| Nueva Segovia | Daisy Jirón                  |
| Tipitapa      | Valeria García Dávila        |

.

## Juges
- Dr. Steven B. Hopping - Directeur de Centre de chirurgie esthétique de  Washington, DC

- Mario Solano - Directeur régional de Copa Airlines

- Dra. Maria del Carmen Gonzalez - Ambassadeur équatorien en Nicaragua

- Roberto Sanson - Directeur régional de Nissan Motor Co., Ltd.

- Maria Esperanza Peralta - Directeur régional de Holiday Inn Managua Convention Center

- Arquimedes Gonzalez - Rédactrice du magazine la Prensa

- Luz Maria Sanchez -  Miss Nicaragua 1996

- Elena Salazar Barquero - Rédactrice adjointe du magazine FEM

- Mauricio Solorzano - Opérations Gérant de Compañía Licorera de Nicaragua, S.A

.

## Musique de fond
- Ouverture – Bluefields Parade

- Concours de maillots de bain - Alabina - Alabina (Instrumental)

- Concours de Robe de soirée – Bond - "Gypsy Rhapsody"

.

## Invités spéciaux
- Ballet Folklórico Adela Palacios - Marimbas

- Philip Montalban - "Si, Simon...Si, Simon"

- Carlos Mejía Godoy - "Nicaragua, Nicaraguita" & "Son tus Perjumenes Mujer"

.

## Observations